# Маркововолицька сільська рада
Маркововолицька сільська рада (Марково-Волицька сільська рада) — колишня адміністративно-територіальна одиниця та орган місцевого самоврядування в Попільнянському районі Білоцерківської округи, Київської й Житомирської областей Української РСР з адміністративним центром у селі Маркова Волиця.

## Населені пункти
Сільській раді на час ліквідації були підпорядковані населені пункти:
- с. Маркова Волиця

## Історія та адміністративний устрій
Створена 1923 року, в с. Маркова Волиця Попільнянської волості Сквирського повіту Київської губернії. 7 березня 1923 року включена до складу новоствореного Попільнянського району Білоцерківської округи.
Станом на 1 вересня 1946 року сільська рада входила до складу Попільянського району Житомирської області, на обліку в раді перебувало с. Маркова Волиця.
Ліквідована 11 серпня 1954 року, відповідно до указу Президії Верховної ради Української РСР «Про укрупнення сільських рад по Житомирській області», територію ради та с. Маркова Волиця приєднано до складу Сокільчанської сільської ради Попільнянського району Житомирської області.